# 人類行為學
人類行為學（英語：Praxeology）是一種研究人類行為的學科。意指人對於環境及他人有所反應而表現出來的行為。這一詞最先在1890年被阿爾弗雷德·埃斯皮納斯提出，但真正為人所知的則是奧地利經濟學派學者路德維希·馮·米塞斯稍後所提出的理論。

## 概要
米塞斯試著探索經濟學的根基。如同其他奧地利經濟學派經濟學家和古典經濟學學者一樣，米塞斯反對使用觀察的方式研究人類行為。他認為人類的行為太過複雜，不可能將其以解構的方式進行研究，而且人類的害羞本性使得他們的行為總是無法被正確的觀察。也因此，與自然科學不同的是，觀察人類行為或者試圖以歷史資料解釋人類的社會科學研究，都難以避免的會受到其他種種沒有注意到的研究變因所影響。
由於在歷史和統計有關的研究中研究者們必然會遭受個人主觀的影響，米塞斯提出一個新的研究方式，改研究人類行為中的邏輯架構（他後來便將他的鉅作命名為《人類行為》）。在其他作品中他進一步闡述了經濟學方面的研究方法論。
在人類行為中米塞斯提出了一套觀念，主張人類所有帶有意識的行動都是為了增進他們自己的快樂和滿足感。他謹慎的強調人類行為學並不是要統一定義快樂的目標為何，而只是要研究那些在個人看來能夠使他快樂的目標。而一個人增進快樂的方式就是排除那些使他不快樂的來源。由於未來是無法確定的，因此所有人類行為也都是出自對於未來的預測。
「會行為的人類」被定義為是一個有能力進行邏輯思考的人，否則這個人將只不過是一隻被本性所驅動的生物而已。同樣的，一個會行為的人類必定有某些讓他感到不快樂的來源，同時這個人也相信自己有能力排除這個不快樂的來源，否則人類根本就不會行動。
米塞斯提出的另一個結論是，人類所有的決策都是以排序方式為基礎的。因此，一個人不可能同時進行超過一種行動，知覺的大腦在同一時間只有可能處理一個決策—即使這些決策可以被迅速排列亦然。因此人類只會先排除掉那個最使他感到不快的來源，接著再排除第二緊迫的不快來源。除此之外，米塞斯認為主觀的價值是不可能以數學方式計算的，人不可能以基數來評估他的價值衡量。舉例而言，一個人可以說「我傾向於先買下一台電視機，而不是買下一台DVD播放器」，但他不可能說「我傾向買下一台電視機的慾望高過買下一台DVD播放器的2.5倍。」
在一個人滿足了他最緊迫的目標後，他會接著轉向第二緊迫的目標，而第二緊迫目標又總是比他的第一緊迫目標來得不重要。也因此，當一個人達成越來越多未來的目標時，個別目標的滿足感（或稱為邊際效用）也會因此減少。這個現象又可以稱為邊際效益遞減。
因此在人類社會中，許多人類行為都是處於人與人之間的貿易，一個人將他視為較不重要的東西與另一個人交換他視為較重要的東西，而另一個人也對貿易抱有相同的期望，希望換得他認為較重要的東西、而犧牲他認為較不重要的東西。人類行為學對於此領域的研究又稱為交易經濟學（Catallactics），這也是在經濟學界較容易被接受的理論。

## 人類行為學的分類
依據穆瑞·羅斯巴德的理論 （页面存档备份，存于）(pp. 945–946)，人類行為學可以作出以下分類：
- A. 孤立型的個人理論
- B. 人與人之間的自願貿易理論（交易經濟學，或者稱為市場經濟學）
  - 1. 以物易物時
  - 2. 透過交易媒介時
    - a. 在自由市場的情況
    - b. 當市場受到暴力干擾時的情況
    - c. 當市場受到暴力摧毀時的情況（社會主義）
- C. 戰爭-敵對行動的理論
- D. 博弈的理論
- E. 未知的領域

## 外部連結
- 引言 （页面存档备份，存于） 米塞斯所著的「經濟學的知識論問題」一書